# بحيرة بند أوريل
بحيرة بند أوريل تقع في شمال مقاطعة أيداهو وهي أكبر بحيرة في ولاية أيداهو الأمريكية والبحيرة رقم 38 من حيث المساحة في الولايات المتحدة، حيث تبلغ مساحتها 148 متر. ميل مربع (380 كم2). يبلغ طولها 69 كيلومتر (43 ميل)، وعمقها 1،152 قدم (351 متر) في بعض المناطق، مما يجعلها خامس أعمق منطقة في البلاد ويبلغ حجمها 43،939،940 فدان = 54 كيلومتر مكعب. يتم تغذية البحيرة عن طريق نهر كلارك فورك ونهر باك، وتصب في نهر بند أوريل، وكذلك تحت السطح في طبقة المياه الجوفية في وادي سبوكان – راثدروم برايري. وهي محاطة بالغابات الوطنية وعدد قليل من المدن الصغيرة، مع أكبر عدد من السكان على البحيرة في ساندبوينت. غالبية الخط الساحلي غير مأهول بالسكان وتقع جميع مناطق البحيرة باستثناء الطرف الجنوبي من البحيرة في مقاطعة بونر. يقع الطرف الجنوبي في مقاطعة كوتيناي وهو موطن متنزه فراجوت الحكومي، الذي كان سابقًا محطة تدريب فراجوت البحري خلال الحرب العالمية الثانية، والتي لا يزال جزء صغير منها نشطًا وتجري البحرية الأمريكية أبحاث الغواصات الصوتية تحت الماء.
تتكون الغابات المحيطة من الصنوبر ثقيل الخشب، وتنوب دوغلاس، والأرز الأحمر، والحور، وسندر، والشوكران، والبتولا الورقي، والصنوبر الغربي. تشمل أنواع الحيوانات المحلية الغزلان ذات الذيل الأبيض، والأيائل، والذئاب الرمادية، والموظ، والفئران، والسناجب، والدببة السوداء، والدب الرمادي، والقيوط، والماعز الجبلي، وكوغار، والقطط، بالإضافة إلى النسور الصلعاء، والديوك الرومية البرية، والعقاب، والبوم، والطيور الطنانة. والصقور ونقار الخشب والبط والطائر الأزرق الجبلي. تعد البحيرة موطنًا لعدة أنواع من الطيور المائية المهاجرة.

## التاريخ
تشكلت بحيرة بند أوريل بشكل جليدي خلال العصر الجليدي. ويعتقد أيضًا أن الجانب الشرقي من البحيرة كان يقع في مسار فيضان ميسولا القديم. تقع البحيرة في الطرف الجنوبي من خندق بورسيل، منحوتة بواسطة الأنهار الجليدية التي تتحرك جنوبًا من كندا. يُعتقد أن الجانب الشرقي من النهر الجليدي قد شكل سدًا لفيضان ميسولا، عند النقطة التي يدخل فيها نهر كلارك فورك إلى البحيرة بين جبال كابينت وبيتروت. أصبحت البحيرة أكبر قليلاً بسبب السد الموجود في شلالات ألبيني فولز، شرق المدينة القديمة مباشرةً؛ يبلغ ارتفاع السد تسعين قدم (27 متر) ويديره فيلق المهندسين بالجيش الأمريكي. تعد بحيرة بند أوريل، إلى جانب بحيرة كريتر وبحيرة تاهو وبحيرة شيلان وبحيرة سوبيريور، من بين أعمق خمس بحيرات في الولايات المتحدة.
المنطقة المحيطة بالبحيرة هي الموطن التقليدي لشعوب كاليسبيل الهندية. أنشأ ديفيد تومسون مركزًا تجاريًا لشركة نورث ويست على البحيرة في عام 1809. ويُعتقد أن تاجر فراء كندي في مجموعة تومسون هو الذي أعطى البحيرة اسمها. الكلمات "Pend Oreille" هي كلمة فرنسية تعني تعليقة الأذن أو القلادة. كانت قلادات الأذن من سمات قبيلة كاليسبيل. يشبه شكل البحيرة إلى حد كبير الأذن البشرية عند النظر إليها من أعلى أو على الخريطة.
أثناء الحرب العالمية الثانية، كان الطرف الجنوبي ثاني أكبر ساحة تدريب بحري في العالم وأكبر "مدينة" في الولاية. تم بناء محطة التدريب نتيجة للهجوم الياباني على بيرل هاربر، وهي الآن حديقة فراجوت الحكومية. لا تزال مفرزة الأبحاث الصوتية التابعة للبحرية تستخدم مجموعة المركبات واسعة النطاق بالبحيرة لإجراء اختبارات السونار مع نماذج أولية واسعة النطاق للغواصات في محطة معايرة بند أوريل. يمنح العمق الكبير خصائص صوتية مشابهة للمحيط المفتوح. الضوضاء الخلفية أقل مما هي عليه في مواقع الاختبار في المحيطات، ولا يمكن رصد التوقيعات الصوتية التي يتم التحقيق فيها من قبل الحكومات الأجنبية في المياه الدولية.
في عام 1967، تم استخدام محطة تدريب فراجوت البحرية السابقة لاستضافة المخيم الكشفي العالمي الثاني عشر (من 1 إلى 8 أغسطس)، وكانت التواريخ مهمة لأنها تمثل مرور 60 عامًا على التاريخ الذي أقام فيه السير روبرت بادن باول معسكره الكشفي الأول في جزيرة براونسي. في ميناء بول في دورست في إنجلترا.

## الأنواع المائية
ومن المعروف أن البحيرة تؤوي العديد من الأنواع المائية. بعض هذه الأنواع تشمل:
- ورق العنب المائي الأوراسي (أم الف ورقة).
- العين رمادية فاتحة اللون (نوع من أنواع السمك).
- تروتة البحيرة (نوع من أنواع السمك).

## الأسماك

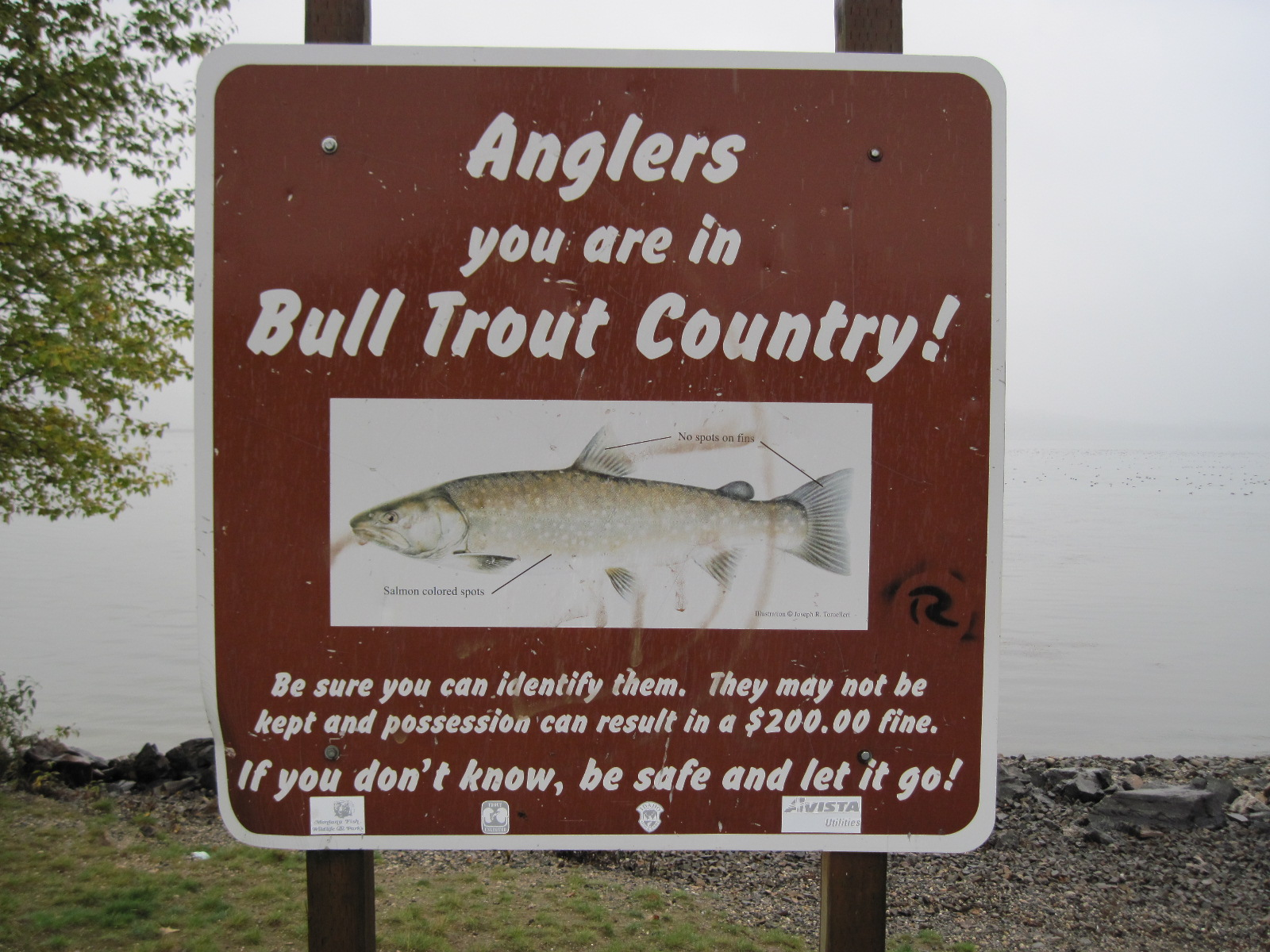
لوحة إرشادية لصيادي الأسماك بشأن حماية سمك التراوت البقري (Salvelinus confluentus) في بحيرة بند أوريل، سانديبونت، أيداهو

تعد البحيرة موطنًا للعديد من أنواع الأسماك، بما في ذلك تروتة قوس قزح، وتروتةالبحيرة، وتروتة الثور، وتروتة السفاح، والتروتة البني، وقوس قزح، وسمك الفرخ، والكرابي الأسود، والخيشوم، وباس ارجموث، وباس سمولماوث، والسمك الأبيض، وعين رمادية فاتحة اللون، والبايك الشمالي، والمنوة الشمالية. وسمك السلمون كوكاني. تعد بحيرة بند أوريل أيضًا موطنًا لسمك تروتة قوس قزح جيرارد (المعروف أيضًا باسم قوس قزح كاملوبس) والذي يبلغ وزنه 37 رطل (17 كيلوغرام) والذي اصطاده ويس هاملت في عام 1947.

## روابط خارجية
- Idaho State Parks - official site - Farragut
- Idaho Public TV - Lake Pend Oreille
- U.S. Navy - Acoustic Research Detachment - Bayview, Idaho
- Global Security.org - U.S. Navy ARD - Bayview, Idaho
- Nav Source.org - photos of LSV-2 Cutthroat - Navy ARD - Bayview, ID
- Lake Pend Oreille Weather Buoy - U.S. Navy
- Idaho Scenic Byways